# 汉斯-格奥尔格·尧尼希
汉斯-格奥尔格·尧尼希（德語：Hans-Georg Jaunich，1951年10月18日—），德国男子手球运动员。他曾代表东德参加1980年夏季奥林匹克运动会手球比赛，获得一枚金牌，他在比赛期间共有一次进球。